# Technoblade
Александер "Алекс" (англ. Alexander "Alex"; 1 червня 1999 — 30 червня 2022), відомий в Інтернеті як Technoblade (Техноблейд) — американський ютубер та інфлюенсер, відомий своїми відео та прямими трансляціями гри Minecraft, а також своєю участю в Dream SMP. Станом на травень 2025 року, YouTube-канал Technoblade має понад 20,7 мільйонів підписників. Техноблейд помер 30 червня 2022 року від метастазів саркоми.

## Кар'єра

### Старт кар'єри
Свій перший канал під назвою StudioLORE Александер зареєстрував 25 липня 2009 року На каналі він публікував ігрові відео Roblox та Team Fortress 2. Коли Александеру виповнилося 13 років, він закинув канал, відтоді лише одне відео залишається доступним для перегляду. Канал Technoblade вперше зареєстровано 28 жовтня 2013 року. Вміст на каналі, головним чином, зосереджувався на тематиці відеогри Minecraft, багато з ранніх відео — на сервері міні-ігор Hypixel.
Перше велике досягнення Александера на платформі було проходження гри Minecraft за допомогою комп'ютерного керма у відео, опублікованому 11 липня 2017 року. 17 вересня 2017 року Александер опублікував відео на своєму каналі, в якому показав, що він побив світовий рекорд кількості виграшів підряд у міні-грі Hypixel Bedwars of 500 і пізніше перевищив 1800 виграшів. Зрештою він добровільно відмовився від цього титулу. Hypixel подарував Александеру 2500 доларів США, щоб роздати його підписникам після досягнення серії в 1000 перемог.

### Сплеск популярності
Канал став ще популярнішим у 2019 році після кількох перемог у турнірах Keemstar «Minecraft Monday». 24 червня 2019 року Technoblade отримав новий рейтинг «[PIG]» на Hypixel. Саме після перемоги в Minecraft Monday. Technoblade також регулярно брав участь у турнірах Minecraft Championship разом з іншими персонажами Minecraft YouTube, і Кейл Майкл із Dot Esports назвав його «одним із найкращих гравців Minecraft у просторі створення контенту, особливо коли йдеться про події гравець проти гравця». У цей час Александер також розпочав так звану «Велику картопляну війну» в Hypixel на підсервері виживання Skyblock, з метою відібрати перше місце з вирощування картоплі в гравця Skyblock, тег якого був im_a_squid_kid. Офіційно йому вдалося виграти «війну» 22 червня 2020 року, коли Hypixel створив спеціальний предмет під назвою «Картопляна корона», щоб привітати його з вирощуванням 500 мільйонів картоплин. 13 липня 2020 року Александер оголосив, що його канал досяг мільйона підписників.

### Dream SMP та інше
У 2020 році Александер став учасником сервера Dream SMP, про який він часто публікував і транслював контент. У Technoblade було дружнє суперництво з колегою Dream, який змагався за визнання «найкращого гравця Minecraft» у своїх фанатських базах. Турнір для визначення переможця організував колега YouTuber і філантроп MrBeast, який пообіцяв переможцю US$100,000. Турнір відбувся 29 серпня 2020 року і завершився перемогою Александера в останньому матчі. До 31 грудня 2021 року канал Technoblade досяг 10 мільйонів підписників, чого він прагнув з 13-річного віку. До моменту смерті Александера в червні 2022 року його основний YouTube-канал досяг 10,8 мільйонів підписників.

## Особисте життя
Александер народився 1 червня 1999 року. У Twitter Александер також зазначив, що живе у Сан-Франциско, Каліфорнія. Крім того, було відомо, що він мав синдром порушення активності та уваги (СПАУ).
Більше про особисте життя Александера невідомо. За його власним визнанням, він «розігрував» своїх глядачів, вводячи в оману, змушуючи повірити, що його звуть «Дейв». Псевдонім був настільки вдалим, що його прийняли за справжнє ім'я, аж поки не з'явилося відео, де було оголошено про його смерть.

## Діагноз раку і смерть
Боротьба Technoblade з раком раніше була оприлюднена його фанатам; він оголосив свій діагноз у серпні 2021 року після того, як помітив біль у правій руці та шишку на плечі. У відповідь Dream пожертвував US$21,409 на дослідження раку пізніше того ж місяця. Technoblade також заохочував своїх шанувальників носити маски для обличчя та робити щеплення від COVID-19 оскільки це було актуально для його імунодефіциту на той час. Хімієтерапія та променева терапія виявились невдалими, оскільки його терапевт заявив, що його руку потенційно потрібно буде ампутувати. У грудні 2021 року Техноблейд успішно переніс операцію з порятунку кінцівки з неушкодженою рукою.
30 червня 2022 року на YouTube-канал Technoblade було завантажено відео, у якому його батько оголосив, що Technoblade помер від метастазів раку. Він прочитав повідомлення, написане Technoblade під час його останніх годин, і сказав, що майбутні доходи від мерчандайзингу та відео підуть до фонду Sarcoma Foundation of America. та навчання його братів і сестер у коледжі. Відео закінчувалося письмовим повідомленням від матері Technoblade. Пізніше того ж дня це відео стало найпопулярнішим серед трендових відео на YouTube, перевищивши 30 мільйонів переглядів за перші 24 години. Відтоді його переглянули понад 70 мільйонів разів і поставили понад вісім мільйонів лайків, ставши відео, яке найбільше переглядалося та лайкалося на каналі Technoblade. Його канал також отримав понад 4 мільйони підписників посмертно.
Техноблейд спочатку планував написати та записати відео сам перед своєю смертю, але не зміг через погіршення здоров'я та інші фактори.

### Реакції та вшанування
Кілька користувачів YouTube, у тому числі Dream та інші учасники Dream SMP, висловили свої співчуття, підтримку та захоплення ним в Інтернеті. та Саймон Коллінз-Лафламм, співзасновник Hypixel. Крім того, Ілон Маск віддав данину поваги Technoblade у Twitter цитатою з їжака Соніка в Wreck-It Ralph. YouTube висловив співчуття його родині, друзям і шанувальникам після публікації відео. Офіційний обліковий запис Minecraft у Твіттері також висловив свої співчуття, а Американський фонд Sarcoma Foundation надіслав свою підтримку родині, також створивши особливу данину поваги Александеру на своєму веб-сайті. У своїй заяві генеральний директор фонду Бренді Фейзер сказав, що Technoblade зібрав понад 500 000 доларів на підтримку досліджень саркоми за його життя. Згідно з Polygon, Technoblade був «однією з найвідоміших Minecraft-особистостей ».
В інтерв'ю The New York Times Дон Піресо, провідний адміністратор Hypixel, заявив, що сім'я Technoblade не надаватиме жодних коментарів щодо його смерті, оскільки «відео, яким вони поділилися, містить всю інформацію, якою вони можуть зараз поділитися». Команда Hypixel також створила цифровий простір на своєму сервері Minecraft, де фанати можуть використовувати внутрішньоігрову книгу та перо для написання односторінкових повідомлень, які зрештою будуть надіслані родині Technoblade.
2 липня 2022 року Mojang додала данину Technoblade в зображення запуску Minecraft: Java Edition. Змінене зображення додало корону до свині, посилаючись на ігровий скін і брендинг каналу Technoblade. Згідно з Polygon, шанувальники подали петицію про додавання тексту-заставки до головного меню Minecraft на честь Technoblade, з текстом «Technoblade never dies!», що є посиланням на одну з поширених крилатих фраз Technoblade.